# ملعب الأمير محمد بن سلمان
ملعب الأمير محمد بن سلمان هو ملعب يقع في منطقة «مركز المدينة» ضمن مشروع القديّة، في الرياض، السعودية. يُطل الملعب على سفح الجبل، وطاقته الاستيعابيّة 46,979 ألف مقعد، أعلن عنه في يونيو 2019، ستبدأ أعمال البناء في عام 2026، وسيكون أحد الملاعب التي ستستضيف مباريات كأس العالم 2034 بعد فوز السعودية بملف الترشيح لاستضافة كأس العالم 2034.

## الموقع
يقع الملعب ضمن منطقة «مركز المدينة» ضمن مشروع القديّة، وهي منطقةٌ تضم مجموعة متنوعة من الملاعب الرياضية، منها ملعب رياضيٌّ مغلقٌ متعدد الاستخدامات بسعة 18 ألف مقعد، ومركز رياضي للألعاب المائية، ومركز رياضي مؤهل لاستضافة مجموعة واسعة من الأنشطة والفعاليات الرياضية الفردية.

## استضافة كأس العالم 2034
تم تقديم مشروع الملعب في ملف ترشح السعودية لاستضافة كأس العالم 2034، ليكون أحد ملاعب مدينة الرياض إلى جانب ملعب الملك فهد الدولي، وملعب الأمير فيصل بن فهد، واستاد جامعة الملك سعود، وملعب المربع، وملعب الملك سلمان الدولي، وملعب روشن، وملعب جنوب الرياض.

## الشراكة مع ناديي الهلال والنصر
في 20 فبراير 2022، وقعت شركة القدية للاستثمار اتفاقية شراكة إستراتيجية مع ناديي الهلال والنصر لمدة عقدين تبدأ من عام 2022 إلى عام 2042 بقيمة 100 مليون ريال سنويًا لكل نادي مع إمكانية مراجعة بنود اتفاقية الشراكة كل 5 أعوام، وسيستضيف الملعب مباريات الناديين باكتمال بنائه. تُعد هذه الشراكة الأكبر في تاريخ الناديين في المملكة، كما أنها واحدة من أكبر اتفاقيات الشراكة الاستراتيجية في منطقة الشرق الأوسط مع مشروع ⁧القدية.